# Розаріо Рівелліно
Розаріо Рівелліно (італ. Rosario Rivellino, нар. 15 січня 1939, Неаполь) — італійський футболіст, що грав на позиції . По завершенні ігрової кар'єри — тренер.
Володар Кубка Італії і як гравець, і як тренер.

## Ігрова кар'єра
У дорослому футболі дебютував 1959 року виступами за команду клубу «Чиріо», в якій провів два сезони. 
Своєю грою за цю команду привернув увагу представників тренерського штабу клубу «Наполі» з Серії B, до складу якого приєднався 1961 року. Відіграв за неаполітанську команду наступні три сезони своєї ігрової кар'єри. У розіграші 1961/62 допоміг команді здобути Кубок Італії, ставши першим друголіговим клубом-володарем цього трофею. Того ж року «Наполі» підвищився до Серії A, в якійРівелліно наступного сезону провів 16 ігор.
1964 року перейшов до друголігової «Парми», у складі якої провів наступні два роки своєї кар'єри гравця. Більшість часу, проведеного у складі «Парми», був основним гравцем команди.
У другій половині 1960-х грав за «Трані» та «Читта ді Кастелло», а завершив професійну ігрову кар'єру у клубі «Іскія Ізолаверде», за команду якого виступав протягом 1968—1970 років.

## Кар'єра тренера
Прийшовши 1968 року до «Іскія Ізолаверде», поєднував виступи на футбольному полі з тренерською роботою.
1974 року повернувся до «Наполі», в якому очолив молодіжну команду клубу. Частину 1976 року у тандемі з Альберто Дельфраті очолював тренерський штаб основної команди неаполітанського клубу.
Протягом 1977–1978 років був головним тренером «Паганезе», а протягом 1978–1979 очолював тренерський штаб клубу «Беневенто».
Згодом після тривалої перерви у тренерській роботі 1986 року знову очолив команду «Іскія Ізолаверде», після чого до 2003 року встиг пропрацювати ще з низкою італійських нижчолігових команд.

## Титули і досягнення

### Як гравця
- Володар Кубка Італії (1):

«Наполі»: 1961-1962

### Як тренера
- Володар Кубка Італії (1):

«Наполі»: 1975-1976